# Maurice Vriend
Maurice Vriend (Hoorn, 9 januari 1992) is een Nederlandse voormalige langebaanschaatser. Zijn specialisatie lag bij de middellange en lange afstanden. Hij schaatste tot en met zijn eerste seniorenjaar bij de ploeg van Jong Oranje; in 2012 maakte hij de overstap naar het team van Jan van Veen dat in 2013 opging in Team Corendon.

## Biografie
Vriend maakte in 2010 zijn debuut op het hoogste niveau bij de senioren. Bij het Nederlands kampioenschap afstanden 2011 kwam hij op de 1500 meter tot een verdienstelijke 14e plaats. Op zondag 18 november 2012 debuteert Vriend op de wereldbekerwedstrijden in Heerenveen en weet daarin met een persoonlijk record van 1.46,13 direct een overwinning te behalen op de 1500 meter. Hij verrast daarmee vriend en vijand door onder andere Håvard Bøkko, Ivan Skobrev, teamgenoot Koen Verweij en regerend wereldkampioen Denny Morrison achter zich te laten. In 2015 vertrok Vriend bij de ploeg.
Vriend is lid van schaatsclub STG Koggenland.

## Persoonlijke records
| Afstand      | Tijd     | Datum            | Baan            |
| ------------ | -------- | ---------------- | --------------- |
| 500 meter    | 36,40    | 4 november 2011  | Heerenveen      |
| 1000 meter   | 1.10,39  | 11 november 2012 | Heerenveen      |
| 1500 meter   | 1.46,13  | 18 november 2012 | Heerenveen      |
| 3000 meter   | 3.51,17  | 29 januari 2011  | Baselga di Pinè |
| 5000 meter   | 6.31,08  | 9 november 2012  | Heerenveen      |
| 10.000 meter | 13.56,43 | 30 december 2012 | Heerenveen      |

## Resultaten
| Jaar | NK Afstanden                              | NK Allround              | NK Sprint                | Wereldbeker                          | WK Junioren                                    |
| ---- | ----------------------------------------- | ------------------------ | ------------------------ | ------------------------------------ | ---------------------------------------------- |
| 2010 |                                           |                          |                          |                                      | 8e · (33e, 8e, 8e, 10e) · Achtervolging        |
| 2011 | 14e 1500 m                                | 10e (10e, 13e, 12e, 11e) |                          |                                      | 4e · (6e, 5e, 7e, 4e) · 1000 m · Achtervolging |
| 2012 | 14e 500 m 10e 1000 m 9e 1500 m 19e 5000 m | 6e (5e, 7e, 6e, 7e)      | 13e (18e, 11e, 17e, 11e) |                                      |                                                |
| 2013 | 10e 1000 m · 1500 m · 13e 5000 m          | 6e (4e, 9e, 4e, 8e)      |                          | 10e 1500 m (, 6e, 8e, 13e, 17e, 11e) |                                                |
| 2014 | 15e 1000 m 10e 1500 m                     | DNF (10e, DNS, -, -)     |                          |                                      |                                                |
| 2015 | NF 1000 m 10e 1500 m 17e 5000 m           |                          | 21e (23e, 16e, 22e, 14e) |                                      |                                                |

(#, #, #, #) bij NK Allround zijn respectievelijk 500 m, 5000 m, 1500 m en 10.000 m
(#, #, #, #) bij NK Sprint zijn respectievelijk 500 m, 1000 m, 500 m en 1000 m
(#, #, #, #) bij WK Junioren zijn respectievelijk 500 m, 3.000 m, 1500 m en 5000 m
Resultaten afkomstig van SchaatsStatistieken.nl

#### Medaillespiegel
| Kampioenschap         | Goud · | Zilver · | Brons · |
| --------------------- | ------ | -------- | ------- |
| NK Afstanden          | 0      | 0        | 1       |
| WK Junioren           | 0      | 0        | 1       |
| Wereldbeker afstanden | 1      | 0        | 0       |